# Велмукса
Велмукса — река в России, протекает по Пудожскому району Карелии. Устье реки находится в 21 км по правому берегу реки Большая Велмукса. Протекает в километре восточнее посёлка Рагнукса. Длина реки составляет 10 км.

## Данные водного реестра
По данным государственного водного реестра России относится к Балтийскому бассейновому округу, водохозяйственный участок реки — Водла, речной подбассейн реки — Свирь (включая реки бассейна Онежского озера). Относится к речному бассейну реки Нева (включая бассейны рек Онежского и Ладожского озера).
Код объекта в государственном водном реестре — 01040100412102000017002.